# Site national d'Holmenkollen

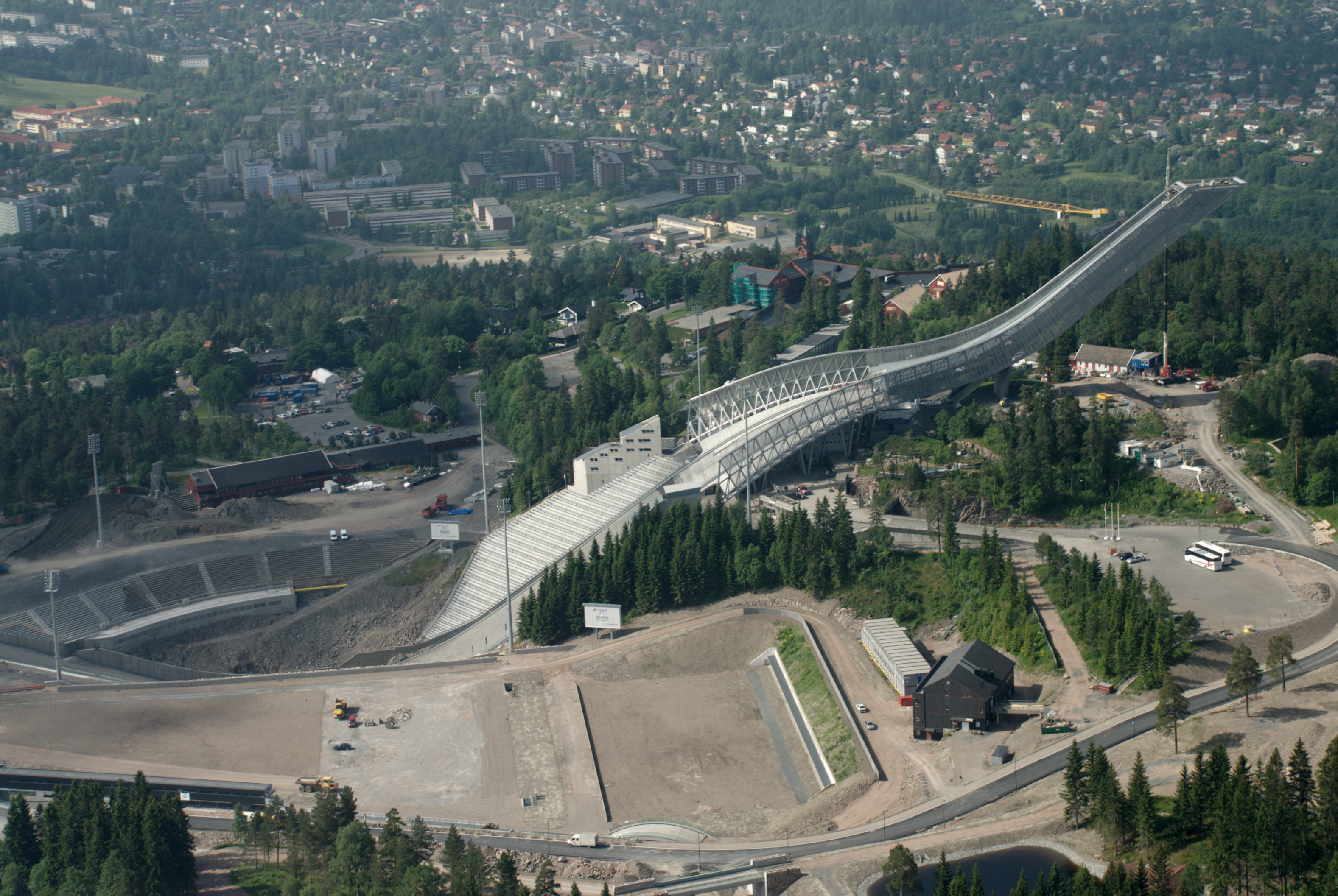
Le tremplin d'Holmenkollen en arrière-plan avec le stade au premier plan durant la construction.

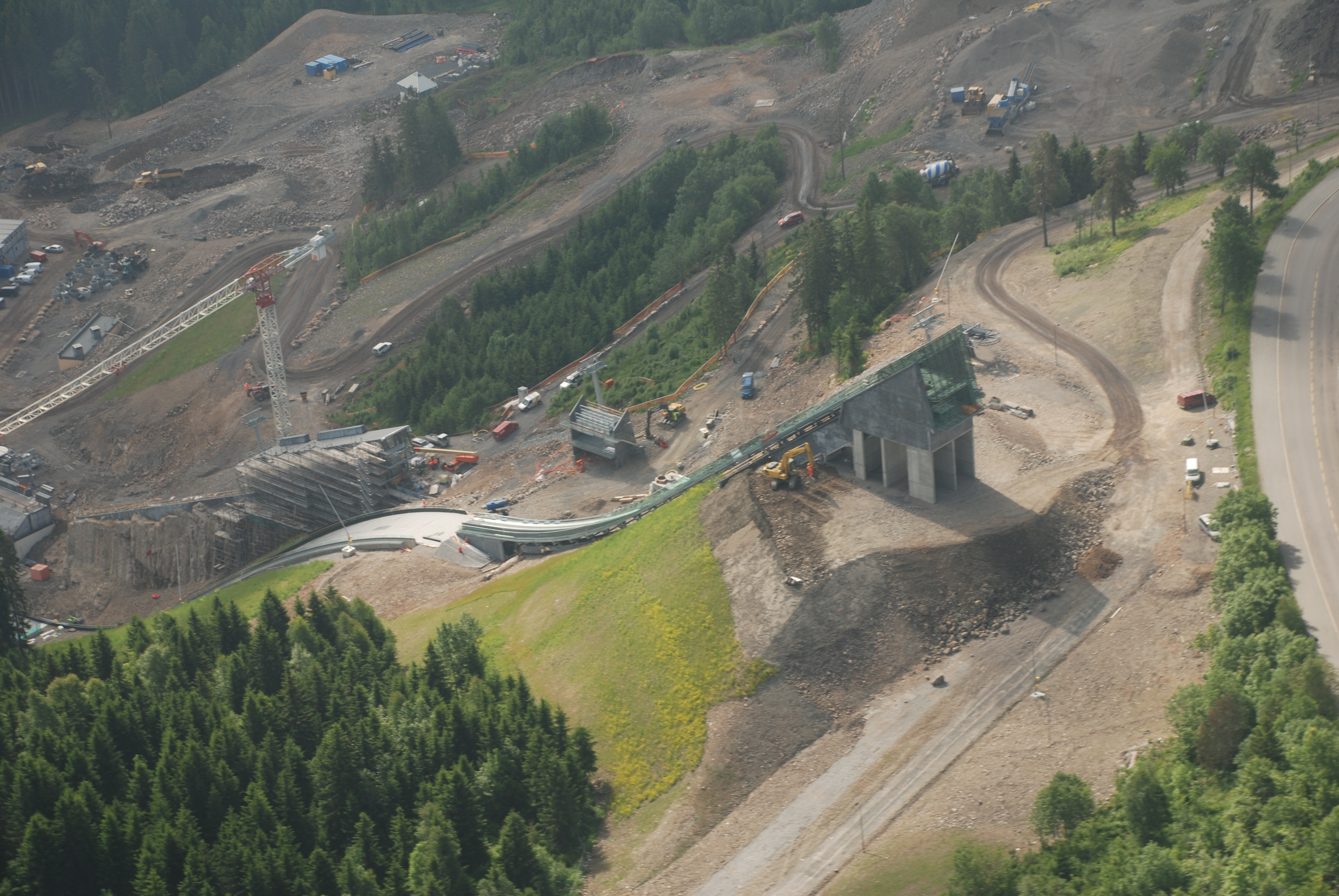
Le Midtstubakken durant la construction.

Le Site National d'Holmenkollen (en  norvégien : Holmenkollen nasjonalanlegg) est un site de saut à ski, combiné nordique et biathlon situé dans le quartier de Holmenkollen à Oslo en Norvège. Il se compose du grand tremplin de saut à ski d'Holmenkollen, du tremplin normal de Midtstubakken ainsi qu'un stade pour le ski de fond et un stand de tir pour le biathlon. Depuis 1892, il accueille tous les ans le « Holmenkollen Ski Festival » qui est une des étapes de la coupe du monde de saut à ski, de ski de fond, de combiné nordique ainsi que des courses de la coupe du monde de biathlon. Ce site accueille en 2012 la finale de la première coupe du monde féminine de saut à ski. Il a également accueilli les Jeux olympiques d'hiver de 1952 et les Championnats du monde de ski nordique en 1930, 1966, 1982 et en 2011.

## Installations

### Holmenkollen
Le grand tremplin d'Holmenkollen est un tremplin de saut à ski d'une taille de 134 mètres et un point K de 120 mètres. Il a une capacité de 30 000 spectateurs. La structure actuelle date de 2010 et se compose d'une superstructure de 64 mètres de haut. Le sommet de la structure est à 420 mètres d'altitude. C'est le premier tremplin dans le monde avec un écran anti-vent permanent ; il est capable de retenir 45 à 50 % du vent.

### Midtstubakken
Le Midtstubakken est un tremplin normal avec une taille de 106 mètres et un point K de 95 mètres. Il a une capacité de 16 000 places, il a été achevé en 2010.

### Stade
À côté du tremplin de Holmenkollen, il y a un stade pour le ski de fond et le biathlon. Il y a environ de 10 kilomètres de pistes qui sont généralement de neuf mètres de large. Les intersections sont séparés ce qui permet le flux de spectateurs sans interférer avec les athlètes.

### Autres installations
La zone inclut la chapelle d'Holmenkollen, le « Holmenkollen Park Hotel Rica » et le musée du ski d'Holmenkollen. Il y a aussi cinq petits tremplins de saut à ski allant du K-5 au K-58.

## Transport
Le transport est organisé sans voitures sur le site. Tous les spectateurs doivent utiliser la ligne d'Holmenkollen du Oslo T-Bane. La station d'Holmenkollen est situé près du grand tremplin et du stade de ski de fond tandis que la station de Midtstuen est proche de Midtstubakken. La station d'Holmenkollen est la seule ligne avec des plates-formes assez longues pour six voitures, ce qui permet une capacité de 9 000 personnes par heure.